# E/OS
E/OS (Emulative Operating System) ist eine freie, nicht mehr weiterentwickelte Linux-Distribution und verfolgte das Ziel, einmal alle Programme namhafter Betriebssysteme durch Emulation ausführen zu können.

## Überblick
E/OS basiert auf einem Linux-Kernel und sollte als Ersatz bzw. Alternative für gleich mehrere Betriebssysteme verwendbar werden, darunter Windows, MacOS, BeOS, OS/2, DOS und Linux. Durch die Lizenzierung durch die GNU General Public License wäre es möglich gewesen, eine unabhängige Alternative zu den genannten Systemen zu erhalten.
Somit würde ein einziges Betriebssystem alle allgemein verbreiteten Programme ausführen können. Hierbei liegt auch die größte Herausforderung, da die Originale – bis auf das ebenfalls freie Linux – nicht öffentlich dokumentiert sind und somit nachempfunden werden müssen.

## Geschichte
Das Projekt wurde 1995 mit dem Ziel eines freien DOS gestartet. Es basierte bis 1998 alleinig auf FreeDOS, später auch auf Quelltext von Seal System.
Im Jahr 2000 kam es bei dem E/OS-Projekt zu einem größeren Wechsel, der Fokus lag anschließend auf der Windows- und Unix-Emulation. Die Quellen umfassten nun Linux, FreeBSD, ReactOS, XFree86 und Wine.
Seit dem 1. Juli 2008 wird das Projekt nicht mehr weiter entwickelt. Vor der Einstellung befand es sich in der Beta-Phase.

## Versionsübersicht
| Version | Datum              | Anmerkungen |
| ------- | ------------------ | --- |
| 0.2.5 B | 9. März 2005       | Neuer Kernel 205; verbesserte Unterstützung für Windows- und Linuxprogramme, teilweise Unterstützung für Mac OS X und volle Unterstützung für DOS |
| 0.2.5 C | 27. Juli 2005      | Umfassende Netzwerkunterstützung; Spiele- und bessere Linux-Kompatibilität. Erstmals ist das System optional auf CD käuflich; diese enthalte verschiedene Zusatzprogramme, um den Einstieg zu erleichtern. |
| 0.2.6   | 23. März 2006      | Erschien als QEMU-Abbild, das das Laden unter Windows, Linux, FreeBSD, OpenBSD, Darwin, BeOS usw. ermöglicht. Soll nunmehr ein BeOS-ähnliches System mit voller Kompatibilität zu Linux und FreeBSD sein. Neu ist die Unterstützung für Unix Systeme und das Ext2 Dateisystem. Hinzugekommen sind die EOS SDK-Toolsammlung zum Erstellen von eigenen Programmen, ein GNU C Compiler und diverse portierte Unix-Programmbibliotheken |
| 0.2.7   | 16. Mai 2006       | Neue grafische Benutzeroberfläche und Sprachauswahl für Englisch und Spanisch. Neu ist das Setup unter Windows 9x/XP und die Netzwerkkontrolle. Neben vielen neuen Programmen sind Portierungen für Mozilla Firefox, Wine, MESS, Qt 4.0.1 und zahlreiche neue Emulationen für Konsolensysteme hinzugekommen. |
| 0.2.9   | 28. Dezember 2006  | Erweiterte Netzwerkunterstützung und Verbesserung des Updaters. |
| 0.3.0   | 30. September 2007 | Quelltext veröffentlicht, mit kompilierten Binärdateien für Endanwender. |

## Ähnliche Projekte
- ReactOS – freier Windows NT-Nachbau in der Alphaphase
- Wine auf Linux
- FreeDOS